# Lotilia graciliosa
Lotilia graciliosa es una especie de peces de la familia de los Gobiidae en el orden de los Perciformes.

## Morfología
Los machos pueden llegar a alcanzar los 4,5 cm de longitud total.

## Hábitat
Es un pez de Mar y, de clima tropical y asociado a los  arrecifes de coral que vive hasta los 20 m de profundidad.

## Distribución geográfica
Se encuentra en Australia, Fiyi, Guam, Indonesia, el Japón (incluyendo las Islas Ryukyu), las Islas Marshall, la Micronesia, República de Palau, Papúa Nueva Guinea y Taiwán.

## Observaciones
Es inofensivo para los humanos.